# Sindrome di De Quervain
Per sindrome o morbo di De Quervain si intende una infiammazione cronica o acuta della guaina comune dei tendini dei muscoli estensore breve del pollice e abduttore lungo del pollice. Solitamente i tendini abduttore lungo del pollice (ALP) ed estensore breve del pollice (EBP) scorrono in una guaina comune in corrispondenza del comparto radiale del polso. È possibile comunque riscontrare una variante anatomica più rara in cui la guaina è suddivisa in due comparti da una lamina fibrosa (variante Wolf Krause).

## Eziologia
Le cause che conducono alla sindrome o morbo di De Quervain sono:
- predisposizione individuale;
- attività ripetitive che prevedono il movimento di flesso-estensione del pollice (cucire, usare il mouse o la tastiera del computer);
- sovraccarichi funzionali improvvisi;
- malattie reumatiche.

## Sintomatologia
Il sintomo principale è il dolore, il quale si avverte quando adoperano il pollice nei movimenti di estensione o di presa.
Spesso si associa a gonfiore, tumefazione in corrispondenza della guaina di De Quervain alla stiloide / comparto radiale del polso nel cui interno scorrono i tendini estensore breve del pollice (EBP) e abduttore lungo del pollice (ALP).
Se la malattia persiste, il processo infiammatorio conduce a fibrosi e conseguente intrappolamento dei tendini EBP e ALP all'interno della guaina. Ciò può causare un fenomeno di scatto o di blocco con l'abduzione o estensione del pollice, e conseguente decorso clinico più resistente al trattamento.
Se il paziente lamenta parestesie o formicolii, saranno necessari degli approfondimenti per valutare diagnosi alternative (per esempio, sindrome del tunnel carpale, radicolopatia cervicale).

## Esame obiettivo
Nel lato radiale del polso si evidenzierà dolore, gonfiore, edema e dolenzia alla pressione.
Per la conferma della diagnosi si effettua il test di Finkelstein, che consiste nella deviazione ulnare passiva del polso mentre il pollice è in flessione e le dita sono piegate, da cui una recrudescenza della sintomatologia.
La forza alla prensione e alla morsa è ridotta a causa del dolore o della mancanza di uso dovuta al dolore.
Sensibilità e riflessi tendini profondi sono normali.

## Indagini diagnostiche
La diagnosi è prevalentemente clinica.
La radiografia del polso serve per escludere altre possibili cause di dolore (come artrosi o frattura dello scafoide, morbo di Kienbock).
L'ecografia viene preferita alla risonanza magnetica nucleare del polso per la diagnosi di tendini, sinovite o tenosinovite.

## Terapia
Inizialmente il trattamento è caratterizzato da riposo relativo (si devono evitare le attività che esacerbano il dolore) e ghiaccio locale a cicli per 1 o 2 settimane. FANS, compresi gli inibitori di COX-2, aiutano nel ridurre il dolore e l'infiammazione. In alcuni casi viene prescritta una doccia del pollice per ridurre i movimenti e risolvere quindi più rapidamente l'infiammazione.
La terapia fisica e la terapia occupazionale hanno come obiettivi la riduzione dell'infiammazione, la riduzione del dolore, il rinforzo dei muscoli circostanti e lo sviluppo di strategie alternative per salvaguardare l'articolazione favorendo l'economia articolare.
L'iniezione di anestetico locale in associazione a steroidi avviene nel primo compartimento dorsale del polso e porta a un significativo sollievo dei sintomi. Bisogna però fare attenzione a non ripetere eccessivamente queste somministrazioni (massimo 2 o 3, nei casi in cui la prima iniezione non risolva i sintomi), poiché gli steroidi possono favorire la fibrosi dei tendini e peggiorare il quadro.
La chirurgia viene considerato un trattamento di seconda scelta. L'intervento chirurgico consiste nel praticare incisione e apertura della guaina di De Quervain. Talvolta si rende necessaria la tenolisi dei tendini EBP e ALP per la sindrome aderenziale di frequente riscontro. L'intervento chirurgico può essere eseguito in anestesia locale o locoregionale di blocco del plesso brachiale in campo reso esangue con benda di Esmark al fine di evitare lesioni iatrogene a carico dei rami nervosi periferici collaterali sensitivi del nervo radiale. All'intervento chirurgico segue un periodo di riposo funzionale e di chinesiterapia di recupero funzionale fino alla completa restitutio ad integrum postoperatoria.